# Черепа 2
«Черепа 2» (англ. The Skulls II) — американский триллер режиссёра Джо Шаппелла, снятый в 2002 году.

## Сюжет
Вступив в тайную организацию «Черепа», которая помогает перспективным молодым юношам, Райан Соммерс получает предупреждение о том, что он ни в коем случае не должен разглашать информацию об организации и её членах. Райану кажется, что он получил огромный шанс в жизни — теперь его жизнь превращается в сказку. Но вскоре Райан становится свидетелем убийства, совершённым организацией, и юноша понимает, что за успех нужно платить, и теперь в опасности находится не только он сам, но и его близкие.

## В ролях
| Актёр             | Роль                   |
| ----------------- | ---------------------- |
| Робин Данн        | Райан Соммерс          |
| Нейтан Уэст       | Паркер Нил             |
| Эшли Тезоро       | Эли                    |
| Линди Бут         | Келли                  |
| Джеймс Галландерс | Грег Соммерс           |
| Кристофер Ральф   | Джефф Колби            |
| Аарон Эшмор       | Мэтт Хатчинсон         |
| Эндрю Гиллис      | Уинстон Тафт           |
| Стивен Янг        | Сенатор Джордж Милфорд |
| Саймон Рейнольдс  | Доктор Филлип Спрог    |

## Разное
- Слоган фильма: «The Sexiest Thriller Of The Year!»[2]

- Съёмки фильма проходили в Университете Торонто.[3]

## Музыка
В фильме звучали песни:
- «Not Alone» — Soulstice
- «Don’t Stop» — Radford
- «Everyday Down» — Joan Jones
- «Here We Go» — Templar
- «Gaye’s Waltz» — Brad Hatfield Trio
- «The World Is Mine» — Welt
- «Get Away (Zoom Zoom)» — Brian Tyler
- «Washed Away» — The Tender Idols

## Награды[5]
- 2003: Canadian Society of Cinematographers Awards:

Лучшая операторская работа — Стив Данилюк (Номинация)
- 2003: DVD Exclusive Awards:

Лучшая актриса второго плана — Линди Бут (Выиграла)
Лучший оператор — Стив Данилюк (Номинация)
Лучший режиссёр — Джо Шаппелл (Номинация)
Лучший монтаж — Стивен Лоуренс (Номинация)
Лучшие визуальные эффекты — Питер Хант (Номинация)
- 2003: Golden Reel Award:

Лучший монтаж звука — Нельсон Феррейра, Роб Бертола, Тони Карри и Тим Айл (Номинация)